# Françoise Fabian
Françoise Fabian (Alger, Algèria francesa, 10 de maig de 1933) és una actriu francesa. Ha aparegut en més de 80 pel·lícules al llarg de la seva carrera, que començà l'any 1954 i va agafar tota l'embranzida a principis dels anys setanta. Un dels seus papers més coneguts és el de Maud en el film d'Eric Rohmer La meva nit amb Maud. També va fer de Charlotte a Belle de jour, de Buñuel.

## Primers anys i formació
Filla de Marcel Cortés, un mestre nascut a Perpinyà, i d'Henriette Sautes, natural de Morellàs i les Illes, diu que té orígens polonesos, jueus i catalans.
Va començar la seva formació artística al Conservatori de Música d'Alger, on va aprendre piano i harmonia.
Després del batxillerat, arribà a París a principis dels anys 50, i s'inscrigué al Conservatori Nacional d'Art Dramàtic, on conegué Jean-Paul Belmondo i Jean-Pierre Marielle. Jean Meyer, director de la Comédie-Française, dirigí les seves primeres passes al teatre.

## Carrera professional

### Anys 1950
La seva primera actuació va ser un paper l'any 1954 a l'obra Le Pirate. El 1956, va aparèixer en sis pel·lícules: Memoirs of a Poli, Gunpowder, This Sacred Gamine, The Couturier of These Ladies, The Adventures of Till the Mischievous i Michel Strogoff.
El 1957 es va casar amb el cineasta Jacques Becker, amb qui va tenir una filla, Marie, el 1959. Tenia tretze mesos quan Jacques Becker va morir el 1960.

### Anys 1960
El 1963 es va casar amb Marcel Bozzuffi, a qui va conèixer en un plató de pel·lícula, el de Maigret Sees Red. Va morir l'1 de febrer de 1988.
Durant la dècada de 1960 va fer gires molt regulars i va treballar per a grans cineastes: Gilles Grangier (Maigret voit rouge, el 1963), Louis Malle (Le Voleur, el 1966), Luis Buñuel (Belle de jour, el 1966, on va interpretar Charlotte, empleada d'un casa de reunions) i Éric Rohmer (Ma nuit chez Maud, el 1969, amb Jean-Louis Trintignant), papers en què revela el seu potencial.

### Anys 1970
Va ser als anys 70 quan va fer més gires, per començar amb Raphaël ou le Débauché de Michel Deville, on va haver de resistir un implacable Maurice Ronet.
A partir de llavors, va continuar rodant i construint una important filmografia, en particular amb Jacques Rivette, Claude Lelouch, Mauro Bolognini, André Delvaux, Jean-Claude Guiguet, Jacques Demy, Jerry Schatzberg, Nelly Kaplan, Manoel de Oliveira, François Ozon...
Paral·lelament, va fer una rica carrera al teatre, i va treballar per a directors com Jean Marais, Marcel Maréchal, Pierre Mondy, Yasmina Reza, Claude Santelli o Jacques Weber.
El 5 d'abril de 1971, Françoise Fabian és una de les signants del manifest de les 343, escrit per Simone de Beauvoir, a favor del dret a l'avortament i que aparegué a Le Nouvel Observateur sota el títol "la llista de 343 dones franceses que tenen el coratge de signar el Manifest 'Vaig avortar'”.

### Anys 1990
El 1999, actua a la comèdia La Bûche, de Danièle Thompson, la d'Emmanuelle Béart, Charlotte Gainsbourg i Sabine Azéma.

### Anys 2000
El 2005, al costat de Jean-Pierre Cassel, va interpretar Marthe, de 73 anys, en una pel·lícula sentimental per a televisió: La Femme coquelicot, per a France 3.
L'any 2006 Françoise Fabian va publicar Le Temps et rien d’autre: Mémoires.
El 2008 va ser la mare de Sophie Marceau a la pel·lícula LOL, de Lisa Azuelos, després la de Patrick Bruel i Vincent Elbaz el 2009 al drama Com els cinc dits de la mà, d'Alexandre Arcady.

### Anys 2010
El 2011 va protagonitzar Je n'ai rien oublie, de Bruno Chiche. Hi interpreta el paper d'una dona de poder molt fatal anomenada Elvira. Aquesta pel·lícula de thriller li permet donar la resposta a Gérard Depardieu, que pateix la malaltia d'Alzheimer, així com a Niels Arestrup interpretant el seu fill.
El 2011, va participar en el programa d'entreteniment Le Grand Restaurant, ofert per France 2 amb Pierre Palmade, amb grans noms del cinema, el teatre i les arts i l'entreteniment, realitzant diversos petits esbossos l'acció dels quals transcorre en un distingit restaurant parisenc dirigit per Pierre, el gerent.
Després de la pel·lícula La Bûche, va tornar a col·laborar el 2011 amb Danièle Thompson a l'obra L'Amour, la mort, les fringues, al costat d' Alexandra Lamy, Julie Ferrier i Rachida Brakni.
El 2012 va tornar a treballar amb Patrick Bruel en l'adaptació cinematogràfica de l'obra Le Prénom.
L'any 2015 l'actriu es va revelar en un retrat íntim fet a l'iPhone per l'escriptor Arthur Dreyfus, emès per la Cinémathèque française. El mateix any, Dominique Besnehard dedicava un documental més clàssic a la carrera de l'actriu. L'any 2015 també va cantar dos temes de l'àlbum Les Gens dans l'Envelope, cançons escrites i compostes per Alex Beaupain per acompanyar el llibre homònim d'Isabelle Monnin. El mateix any protagonitzà la sèrie de televisió Dix pour cent, produïda per la seva amiga, l'agent de talent Dominique Besnehard, en un episodi dedicat a la seva rivalitat amb Line Renaud.
El maig de 2018 va publicar el seu primer àlbum musical, titulat simplement Françoise Fabian. Alex Beaupain, Charles Aznavour, Julien Clerc i La Grande Sophie es troben entre els autors.

## Premis
- Millor interpretació femenina, 1973 al Festival Internacional de Cinema de Sant Sebastià per la pel·lícula The Good Year.[2]
- És Comandant de les Arts i Lletres, Oficial de la Legió d'Honor i Cavaller de l'Ordre Nacional del Mèrit.[6]

## Filmografia[2]
| Any  | Títol                                                      | Paper                        | Director                                         | Notes |
| ---- | ---------------------------------------------------------- | ---------------------------- | ------------------------------------------------ | --- |
| 1956 | Mémoires d'un flic                                         | The Countess                 | Pierre Foucaud André Hunebelle                   | Debut |
| 1956 | Cette sacrée gamine                                        | Lili Rocher-Villedieu        | Michel Boisrond                                  | |
| 1956 | Le couturier de ces dames                                  | Sophie                       | Jean Boyer                                       | |
| 1956 | Les Aventures de Till L'Espiègle                           | Esperanza                    | Gérard Philipe Joris Ivens                       | |
| 1956 | Michel Strogoff                                            | Natko                        | Carmine Gallone                                  | |
| 1957 | Le feu aux poudres                                         | Lola Wassevitch              | Henri Decoin                                     | |
| 1957 | Ce sacré Amédée                                            | Elia Tarti / Cigale          | Louis Félix                                      | |
| 1957 | L'aventurière des Champs-Élysées                           | Josette Darcanges            | Roger Blanc                                      | |
| 1957 | Les Fanatiques                                             | Sra. Lambert                 | Alex Joffé                                       | |
| 1957 | Les violents                                               | Evelyne Tiercelin            | Henri Calef                                      | |
| 1958 | Every Day Has Its Secret                                   | Hélène Lezcano               | Claude Boissol                                   | |
| 1960 | L'histoire dépasse la fiction                              | Catherine de l'Isle Bouchard | Jean Kerchbron                                   | Sèrie (1 episodi: "Pierre de Giac qui vendit son âme au diable")                                                                              |
| 1960 | La brune que voilà                                         | Christine                    | Robert Lamoureux                                 | |
| 1962 | Una domenica d'estate                                      |                              | Giulio Petroni                                   | |
| 1962 | Sentimental Education                                      |                              | Alexandre Astruc                                 | |
| 1962 | L'inspecteur Leclerc enquête                               | Mme Gauthier                 | Claude Barma                                     | Sèrie (1 episodi: "La mort d'un fantôme") |
| 1963 | The Magnificent Adventurer                                 | Lucrezia                     | Riccardo Freda                                   | |
| 1963 | Maigret voit rouge                                         | Lily                         | Gilles Grangier                                  | |
| 1964 | La caméra explore le temps                                 | Mata Hari                    | Guy Lessertisseur                                | Sèrie (1 episodi: "Mata Hari") |
| 1965 | Version grecque                                            | Maira                        | Jean-Paul Sassy                                  | Telefilm |
| 1965 | Les Cinq Dernières Minuts                                  | Évelyne Sommières            | Claude Loursais                                  | Sèrie (1 episodi: "Bonheur à tout prix") |
| 1965 | Morgane ou Le prétendant                                   | Lady Hamilton                | Alain Boudet                                     | Telefilm |
| 1965 | La jeune morte                                             | The Stepsister               | Claude Faraldo Roger Pigaut                      | |
| 1966 | Le train bleu s'arrête 13 fois                             | Simone                       | Serge Friedman                                   | Sèrie (1 episodi: "Beaulieu: le piège") |
| 1967 | The Thief of Paris                                         | Ida                          | Louis Malle                                      | |
| 1967 | Belle de jour                                              | Charlotte                    | Luis Buñuel                                      | |
| 1967 | Marion Delorme                                             | Marion Delorme               | Jean Kerchbron                                   | Telefilm |
| 1969 | Ma nuit chez Maud                                          | Maud                         | Éric Rohmer                                      | Nominada − National Society of Film Critics Award for Best Actress] Nominada − New York Film Critics Circle Award for Best Supporting Actress |
| 1969 | Drop Them or I'll Shoot                                    | Virginia Pollywood           | Sergio Corbucci                                  | |
| 1969 | L'americà                                                  | Dona de l'agència            | Marcel Bozzuffi                                  | |
| 1970 | The Cop                                                    | Hélène Dassa                 | Yves Boisset                                     | |
| 1970 | Die Weibchen                                               | Astrid                       | Zbyněk Brynych                                   | |
| 1971 | Raphael, or The Debauched One                              | Aurore                       | Michel Deville                                   | |
| 1971 | Êtes-vous fiancée à un marin grec ou à un pilote de ligne? | Marion Blanchard             | Jean Aurel                                       | |
| 1971 | Out 1                                                      | Lucie                        | Jacques Rivette Suzanne Schiffman                | |
| 1972 | Love in the Afternoon                                      | Dream Sequence               | Éric Rohmer                                      | |
| 1972 | Black Turin                                                | Lucia Rao                    | Carlo Lizzani                                    | |
| 1973 | Au rendez-vous de la mort joyeuse                          | Françoise                    | Juan Luis Buñuel                                 | |
| 1973 | Les voraces                                                | Lara                         | Sergio Gobbi                                     | |
| 1973 | Sentimental Education                                      | Marie Arnoux                 | Marcel Cravenne                                  | minisèrie TV |
| 1973 | La Bonne Année                                             | Françoise                    | Claude Lelouch                                   | David di Donatello - (amb Lino Ventura) Conquilla de Plata a la millor actriu(compartit amb Glenda Jackson)                                   |
| 1973 | Projection privée                                          | Marthe / Eva                 | François Leterrier                               | |
| 1973 | Hail the Artist                                            | Peggy                        | Yves Robert                                      | |
| 1974 | Out 1: Spectre                                             | Lucie                        | Jacques Rivette                                  | |
| 1974 | City Under Siege                                           | Cristina Cournier            | Romolo Guerrieri                                 | |
| 1974 | To Love Ophelia                                            | Federica                     | Flavio Mogherini                                 | |
| 1975 | Per què s'assassina un magistrat?                          | Antonia Traini               | Damiano Damiani                                  | |
| 1975 | Down the Ancient Staircase                                 | Anna Bersani                 | Mauro Bolognini                                  | |
| 1976 | Al piacere di rivederla                                    | Viviana Bonfigli             | Marco Leto                                       | |
| 1976 | Cites d'amor                                               | Nira                         | Armando Nannuzzi                                 | |
| 1976 | Chi dice donna, dice donna                                 | Bella / Lulù                 | Tonino Cervi                                     | |
| 1977 | Madame Claude                                              | Madame Claude                | Just Jaeckin                                     | |
| 1977 | Les fougères bleues                                        | Monika Berthier              | Françoise Sagan                                  | |
| 1979 | Cinéma 16                                                  | Hélène                       | Nina Companeez                                   | Sèrie (1 episodi: "La muse et la Madone") |
| 1979 | Les dames de la côte                                       | Clara Decourt                | Nina Companeez                                   | Telefilm |
| 1980 | Le mandarin                                                | Sylvie Chaput                | Patrick Jamain                                   | Telefilm |
| 1981 | Tovaritch                                                  | Tatiana Ouratief             | Jeannette Hubert                                 | Telefilm |
| 1982 | Un fait d'hiver                                            | Lisa                         | Jean Chapot                                      | Telefilm |
| 1982 | Deux heures moins le quart avant Jésus-Christ              | Laetitia                     | Jean Yanne                                       | |
| 1983 | Archipel des amours                                        | The Friend                   | Jean-Claude Guiguet                              | |
| 1983 | La veuve rouge                                             | Marie Reinart                | Édouard Molinaro                                 | Telefilm |
| 1983 | Bon anniversaire Juliette                                  | Elsa                         | Marcel Bozzuffi                                  | Telefilm |
| 1983 | Le cercle des passions                                     | Renata Strauss               | Claude d'Anna                                    | |
| 1983 | Benvenuta                                                  | Jeanne                       | André Delvaux                                    | |
| 1983 | L'ami de Vincent                                           | Dominique                    | Pierre Granier-Deferre                           | |
| 1985 | Quo Vadis?                                                 | Pomponia                     | Franco Rossi                                     | TV minisèries |
| 1985 | Partir, revenir                                            | Sarah Lerner                 | Claude Lelouch                                   | |
| 1986 | Faubourg St Martin                                         | The Marquise                 | Jean-Claude Guiguet                              | |
| 1988 | Les clients                                                | Marie-France                 | Yannick Andréi                                   | Telefilm |
| 1988 | Tres entrades per al 26 (Trois places pour le 26)          | Mylene de Lambert            | Jacques Demy                                     | Nominada − César a la millor actriu secundària                                                                                                |
| 1989 | Haute tension                                              | The Black                    | Jacques Ertaud                                   | Sèrie (1 episodi: "Retour à Malaveil") |
| 1989 | Reunion                                                    | Countess von Lohenburg       | Jerry Schatzberg                                 | |
| 1989 | Disperatamente Giulia                                      |                              | Enrico Maria Salerno                             | Telefilm |
| 1989 | Renseignements généraux                                    | Monette                      | Claude Barma                                     | Sèrie (1 episodi: "Les habitudes la victime")                                                                                                 |
| 1991 | Plaisir d'amour                                            | Do                           | Nelly Kaplan                                     | |
| 1991 | Reflections in a Dark Sky                                  | Valeria                      | Salvatore Maira                                  | |
| 1992 | Per une fille en rouge                                     | Rose                         | Marianne Lamour                                  | |
| 1993 | Un commissario a Roma                                      | Renata Amidei                | Luca Manfredi Ignazio Agosta Roberto Giannarelli | Sèrie (10 episodis) |
| 1993 | Donne in un giorno di festa                                | Francesca                    | Salvatore Maira                                  | |
| 1996 | Un chantage en or                                          | Florence Valette             | Hugues de Laugardière                            | Telefilm |
| 1996 | La comète                                                  | Agathe                       | Claude Santelli                                  | Telefilm |
| 1998 | Top Secret                                                 | Geneviève                    | Jacques Rivette                                  | |
| 1999 | The Letter                                                 | Mme de Chartres              | Manoel de Oliveira                               | |
| 1999 | Season's Beatings                                          | Yvette                       | Danièle Thompson                                 | |
| 2002 | La chanson du maçon                                        | Elena                        | Nina Companeez                                   | Telefilm |
| 2003 | Le nouveau testament                                       | Lucie Marcelin               | Yves Di Tullio Bernard Murat                     | Telefilm |
| 2004 | 5x2                                                        | Monique                      | François Ozon                                    | |
| 2005 | La femme coquelicot                                        | Marthe                       | Jérôme Foulon                                    | Telefilm |
| 2006 | Mademoiselle Gigi                                          | Aunt Alicia                  | Caroline Huppert                                 | Telefilm |
| 2008 | Made in Italy                                              | Rosa                         | Stéphane Giusti                                  | |
| 2008 | LOL (Laughing Out Loud)                                    | mare d'Anne                  | Lisa Azuelos                                     | |
| 2009 | A Man and His Dog                                          | dona d'Achab                 | Francis Huster                                   | |
| 2009 | Rapt                                                       | Marjorie                     | Lucas Belvaux                                    | |
| 2010 | L'Arbre et la forêt                                        | Marianne Muller              | Olivier Ducastel Jacques Martineau               | |
| 2010 | Comme les cinq doigts de la main                           | Suzie Hayoun                 | Alexandre Arcady                                 | |
| 2010 | Je n'ai rien oublié                                        | Elvira Senn                  | Bruno Chiche                                     | |
| 2011 | Le grand restaurant II                                     | La mare de l'heterosexual    | Gérard Pullicino                                 | Telefilm |
| 2012 | Le Prénom                                                  | Françoise                    | Alexandre de La Patellière Matthieu Delaporte    | |
| 2013 | Guillaume i els nois, a taula!                             | Babou                        | Guillaume Gallienne                              | Nominada − César a la millor actriu secundària                                                                                                |
| 2013 | Les petits meurtres d'Agatha Christie                      | Alexina Laurence             | Marc Angelo                                      | Sèrie (1 episodi: "Témoin muet") |
| 2014 | Post partum                                                | Carmen                       | Delphine Noels                                   | |